# Wirowa
Wirowa – rzeka, lewy dopływ Tanwi o długości 36,04 km. 
Płynie na Płaskowyżu Tarnogrodzkim. Wypływa na zachód od Majdanu Sieniawskiego (przysiółka Dobrobol) i płynie w kierunku wschodnim. Przepływa przez Moszczanicę, Koziejówkę, Ułazów i Stary Lubliniec, gdzie skręca na północny zachód i za Zamchem uchodzi do Tanwi. Przy ujściu Wirowa jest dużo szersza od Tanwi.
Główne dopływy Wirowej to rzeka Brusienka, strugi Łówczanka, Paucza i Różaniec oraz potoki Dzikowski Potok, Jasienica, Kaflewa, Nitka, Sokola i Wiejski Potok.